# Nebuloasa Sacul cu Cărbuni

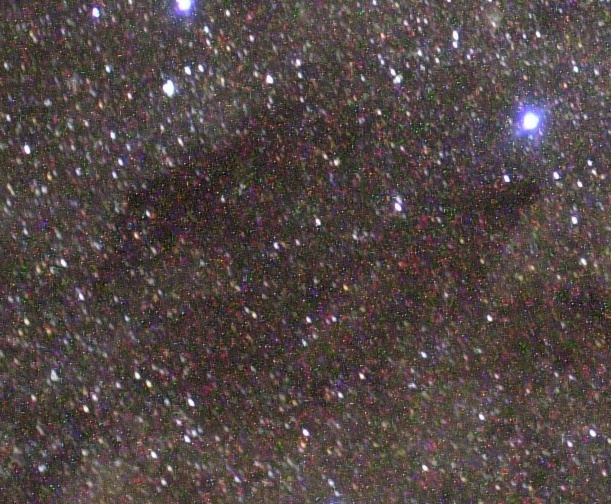
NGC 4609

Nebuloasa Sacul cu cărbuni sau Caldwell 99 este o nebuloasă obscură din constelația Crucea Sudului. 